# ジゴクツムバイ
ジゴクツムバイ（地獄紡錘蛽）、学名 Enigmaticolus nipponensis はイトマキシワバイ科に分類される海産の巻貝の一種。インド西太平洋の深海の熱水噴出域や冷水湧出域に生息する。
属名の Enigmaticolus はラテン語の aenigma（「謎」の意）+ colus（原義は「糸巻き棒、紡錘」などの意でツムバイ属 Colus の学名になっている）で、属名全体で「謎ツムバイ」という意味になる。種小名の nipponensis は nippon（日本）に産地を表す接尾辞 「-ēnsis」を付けたもので「日本産の…」の意。
和名の前半は、本種の生息環境である暗黒の深海の熱水噴出孔を地獄に見立てたもの。後半は殻形がツムバイ科のツムバイに似ていることに由来し、近縁の属などにも「～ツムバイ」という和名の種が多く存在する。

## 分布
太平洋北西部・インド洋西部の熱水噴出域や湧出域。
- 小笠原海域（明神海丘水深1268m および1362m・須美寿カルデラ水深676m）の熱水噴出域[3]。
- 沖縄トラフ（伊平屋海嶺の水深1050m 及び黒島海丘の水深641m 湧出域）。
- 南シナ海　台湾南西沖メタン冷湧水域 'F site'（サイトF）[4]。
- マダガスカル沖 モザンビーク海峡の水深800m（おそらく付近に湧出域があると推定されている）[2][4]。

## 形態
大きさと全形

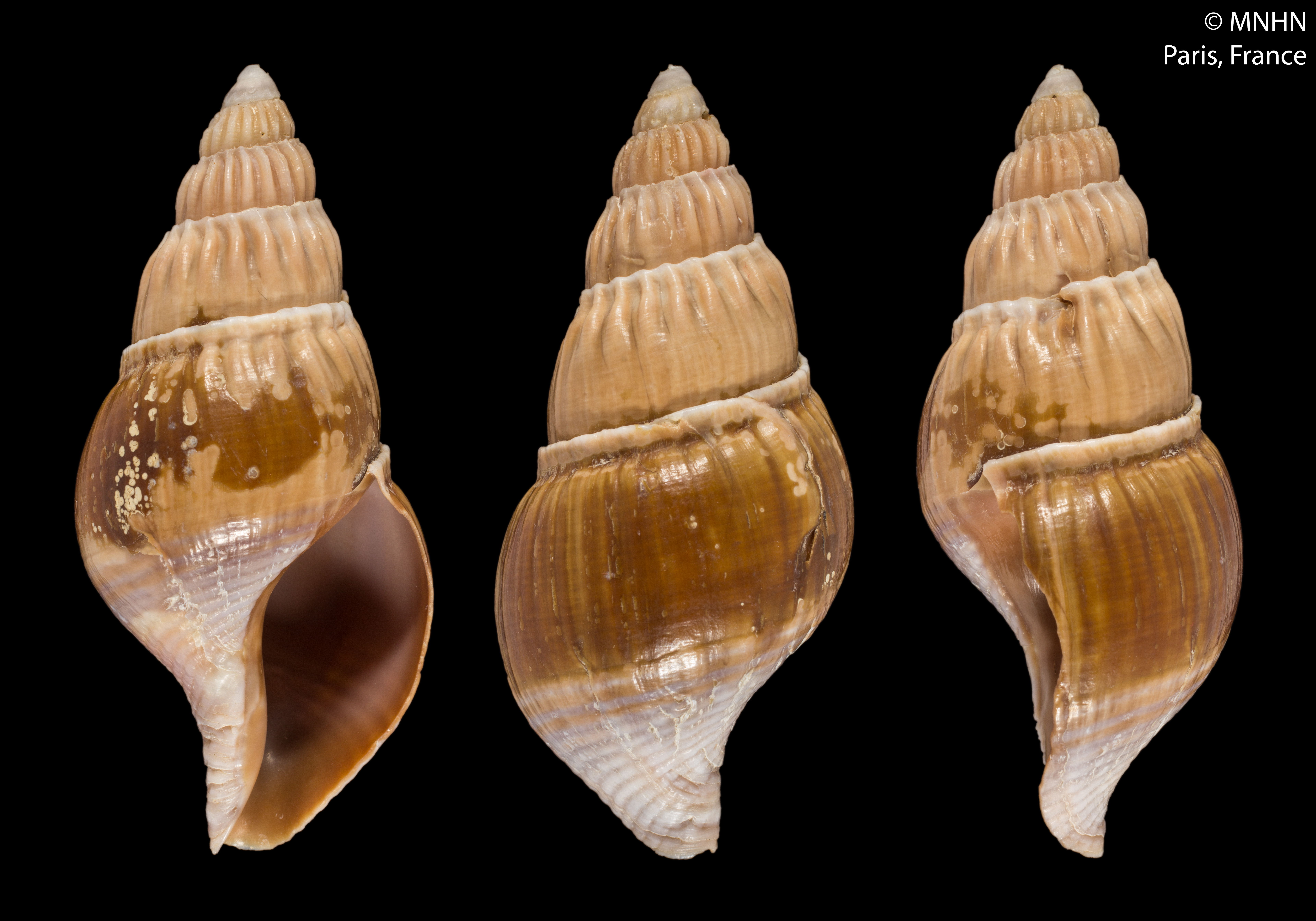
ジゴクツムバイと同種とされるE. monnieri のホロタイプ（幼貝）

通常成貝の殻頂は多少なりとも磨滅もしくは欠落しており、その状態で殻高（殻長）70-94 mm、殻径 35-47 mm前後。紡錘形で高い螺塔と短めの水管溝をもつ。体層は殻高の約75%を占める。全体にはイソニナが巨大化して少し太ったような殻形を呈する。
殻質と彫刻
殻は厚い。上層部には襞状の縦肋が多数あるが、成長するにつれて弱くなり、成貝の次体層と体層では縦肋が消失して平滑になる。縫合直下は狭く縊れて縫合を取り巻く縁取りを形成するが、こちらは上層部では不顕著で次体層から体層にかけて明瞭になる。殻底には10本前後の丸みを帯びた弱くも明らかな螺肋がある。
殻色
殻は褐色からときに紫がかる。表面には暗褐色の厚い殻皮を被り、ときに光沢があって金属的な肌合に見えることもある。殻皮が失われた部分では淡褐色から白色。殻表にはしばしば硫化物が付着する。
殻口
殻口内は褐色から紫褐色。外唇内唇ともにほぼ単純で特別な構造はないが、完全に成長した個体の外唇は厚くなり外側にわずかに反ることがある。また殻口上端部は弱く溝状になり、この部分が成長とともに縫合直下の縁取りを形成する。内唇から軸唇にかけては厚い滑層に覆われるがその範囲は広くはない。軸唇は弱く捻じれて短くてやや幅広い水管溝に移行する。水管溝の長さは殻口高の1/2以下。
蓋
角質で厚く褐色から黒褐色、核は下端にある。上端は丸みを帯びた矩形で幅広く、下端に向かって狭まる亜卵型。内唇に接する縁は内唇の形に沿うように弱くえぐれる場合がある。大きさは殻口の約75%を塞ぐ程度。
歯舌
1個の中歯と1対の側歯からなり、典型的なエゾバイ科の歯舌である。中歯基部は概ね横長の四角形で先端側に張り出すように弱く湾曲し、中央の1/3ほどの範囲に尖った鋭い3歯尖があり、両側の歯尖の内縁に沿って基部まで達する縦稜がある。側歯の基部は中歯とほぼ同大で、強大な2歯尖があり、それぞれの歯尖は側歯の両端の1/3を占め、2歯尖の間の1/3は広く開く。
軟体
黄褐色で斑紋などはない。頭部にはよく発達した1対の触角があり、その基部付近の丸い膨らみの部分に黒い大きな眼がある。吻も長く発達し吻鞘内に収納される。ペニスは棍棒状で先端には爪状もしくは乳頭状の小さい突起がある。中腸線は緑色。その他の詳細や図は Kantor ら（2013）を参照のこと（本種の異名とされる Enigmaticolus monnieri の名で図示と説明がある）。

## 分類
原記載名
- Eosipho desbruyeresi nipponensis Okutani & Fujiwara, 2000

原記載文献
- Venus 貝類学雑誌 59巻2号（2000年）p.123-128 (p.125, figs. 6-10).[3]

タイプ標本
下記の登録番号のうち「NSMT」は国立科学博物館の所蔵番号、「JAMSTEC」は海洋研究開発機構の所蔵番号。
- ホロタイプ  殻高 93.8mm、殻幅 47.0mm （登録番号：NSMT-Mo 71689)
- パラタイプ #1 殻高 85.1mm、殻幅 41.4mm (登録番号：NSMT-Mo 71690　オス、解剖済み）
- パラタイプ #2 殻高 95.4mm、殻幅 44.0mm (登録番号：NSMT-Mo 71691)
- パラタイプ #3 殻高 77.6mm、殻幅 35.7mm (登録番号：JAMSTEC 009599)
- パラタイプ #4 殻高 90.1mm、殻幅 41.6mm (登録番号：JAMSTEC 009556)

タイプ産地
- 「North Knoll of Iheya Ridge (27°47.180’N 126°54.149’E, 1049 m deep), Okinawa Trough, vent」

（沖縄トラフ伊平屋海嶺北海丘（北緯27度47分10.80秒 東経126度54分08.90秒 / 北緯27.7863333度 東経126.9024722度）しんかい2000 第863次潜航）
異名
- Enigmaticolus inflatus S.-Q. Zhang, S.-P. Zhang & H. Chen, 2020
- Enigmaticolus monnieri Fraussen, 2008
- Eosipho desbruyeresi nipponensis Okutani & Fujiwara, 2000 - basyonym（原記載時の学名のこと）

### 分類の変遷
種と属の分類
下記のとおり、本種は記載以降 Eosipho desbruyeresi との関係において亜種、同種、別種と扱いが数年おきに変遷し、分類先の属もまた転変した。このことは、このグループの形態のみでの分類の難しさを示している。
- 分類の変遷
  - 奥谷・藤原（2000）[3]は日本近海で採取されたジゴクツムバイを南半球の Eosipho desbruyeresi の亜種として記載し、Eosipho 属に置いた。
  - Kantor ら（2013）[5]はジゴクツムバイを desbruyeresi の異名とし、desbruyeresi を Thermosipho 属に置いた。
  - 奥谷（2017）[6]は原記載時のとおりジゴクツムバイを desbruyeresi の亜種として復活させ、分類先も Eosipho 属に戻した。
  - Chenら（2020）[4]はジゴクツムバイと desbruyeresi はそれぞれ別種であるとし、両者を Enigmaticolus 属に置いた。

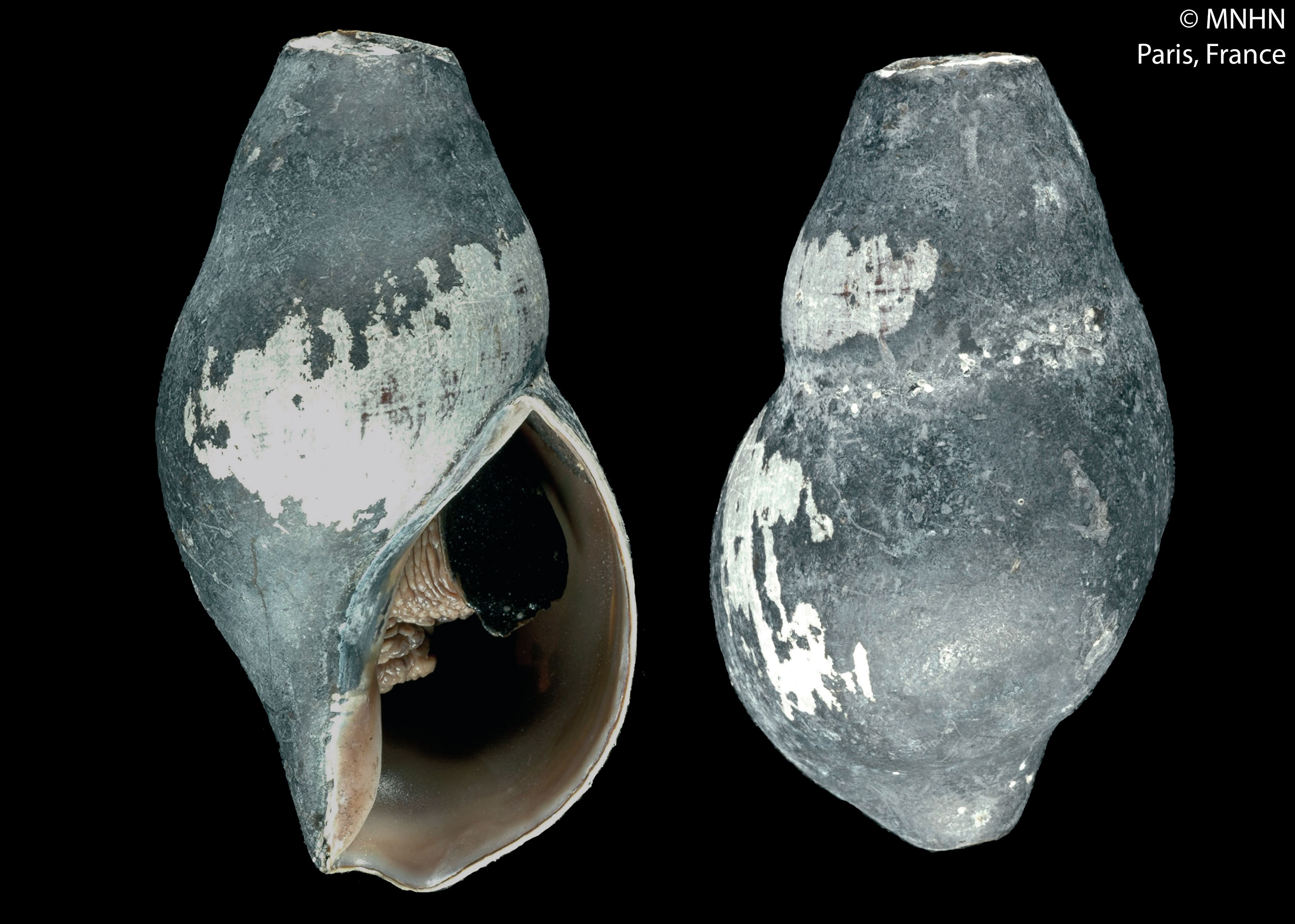
Enigmaticolus desbruyeresi
この種とジゴクツムバイとの関係は、亜種、同種、別種と転変している。

上記の変遷を少し詳しく説明する。ジゴクツムバイは原記載時、南半球の北フィジー海盆とラウ海盆から記載された Eosipho desbruyeresi Okutani & Ohta, 1993の亜種として記載された。亜種としたのは、ジゴクツムバイと E. desbruyeresi は形態的には同種とも見えるものの、両者の生息地が7000-8500kmも離れており、同程度の距離をもつ北フィジーとマリアナのアルビンガイでは種分化が起きていることから、ジゴクツムバイもある程度分化しているであろうとの推定からであったという。しかし Kantor ら（2013）は両者を同一種としてジゴクツムバイを desbruyeresi の異名とし、同時に新設した Thermosipho 属（タイプ種は Eosipho auzendei Warén & Bouchet, 2001）に分類先を変更し、両者を Thermosipho desbruyeresi として1種にまとめた。しかし desbruyeresi とジゴクツムバイの両方の原記載者の一人である奥谷（2017）はこれを認めず、日本の代表的な貝類図鑑である『日本近海産貝類図鑑 第二版』に Eosipho desbruyeresi nipponensis の学名でジゴクツムバイのホロタイプを原色写真で図示解説し、原記載時の分類を復活させた。
その後 Chenら（2020）はより多くのサンプルを用いて分子系統解析を行い、desbruyeresi とジゴクツムバイは亜種ではなく別種であり、それまで別種とされていたモザンビーク海峡産の Enigmaticolus monnieri Fraussen, 2008と南シナ海産の Enigmaticolus inflatus S.-Q. Zhang, S.-P. Zhang & H. Chen, 2020の2種はジゴクツムバイと同種で、その新参異名になると結論した。ここで異名とされた E. monnieri Fraussen, 2008はジゴクツムバイ属 Enigmaticolus Fraussen, 2008 のタイプ種であるため、この見解に従えばジゴクツムバイが実質的にジゴクツムバイ属のタイプ種となる。
科の変更
原記載以来エゾバイ科に分類されていたが、2021年に発表されたエゾバイ上科を分子系統に基づいて再分類した論文で、分子系統で近縁とされる諸属とともに同論文内で新設されたイトマキシワバイ科 Eosiphonidae Kantor, Fedosov, Kosyan, Puillandre, Sorokin, Kano, R. Clark & Bouchet, 2021に置かれることになった。

### 類似種
海洋生物データベース「WoRMS」によればジゴクツムバイ属 Enigmaticolus Fraussen, 2008には以下の4種が知られる。
- Enigmaticolus desbruyeresi (Okutani & Ohta, 1993)
- Enigmaticolus marshalli Fraussen & Stahlschmidt, 2016
- Enigmaticolus nipponensis (Okutani & Fujiwara, 2000)　ジゴクツムバイ（本項）
- Enigmaticolus voluptarius Fraussen & Stahlschmidt, 2016

## 人との関係
深海の特殊な環境のみに生息するため、人との直接的な関係は知られていない。